# Marmosa de Tschudi
La marmosa de Tschudi (Marmosops impavidus) és una espècie d'opòssum de Sud-amèrica. Viu a Bolívia, el Brasil, Colòmbia, l'Equador, el Paraguai, el Perú i Veneçuela.